# Alphonse de Lamartine

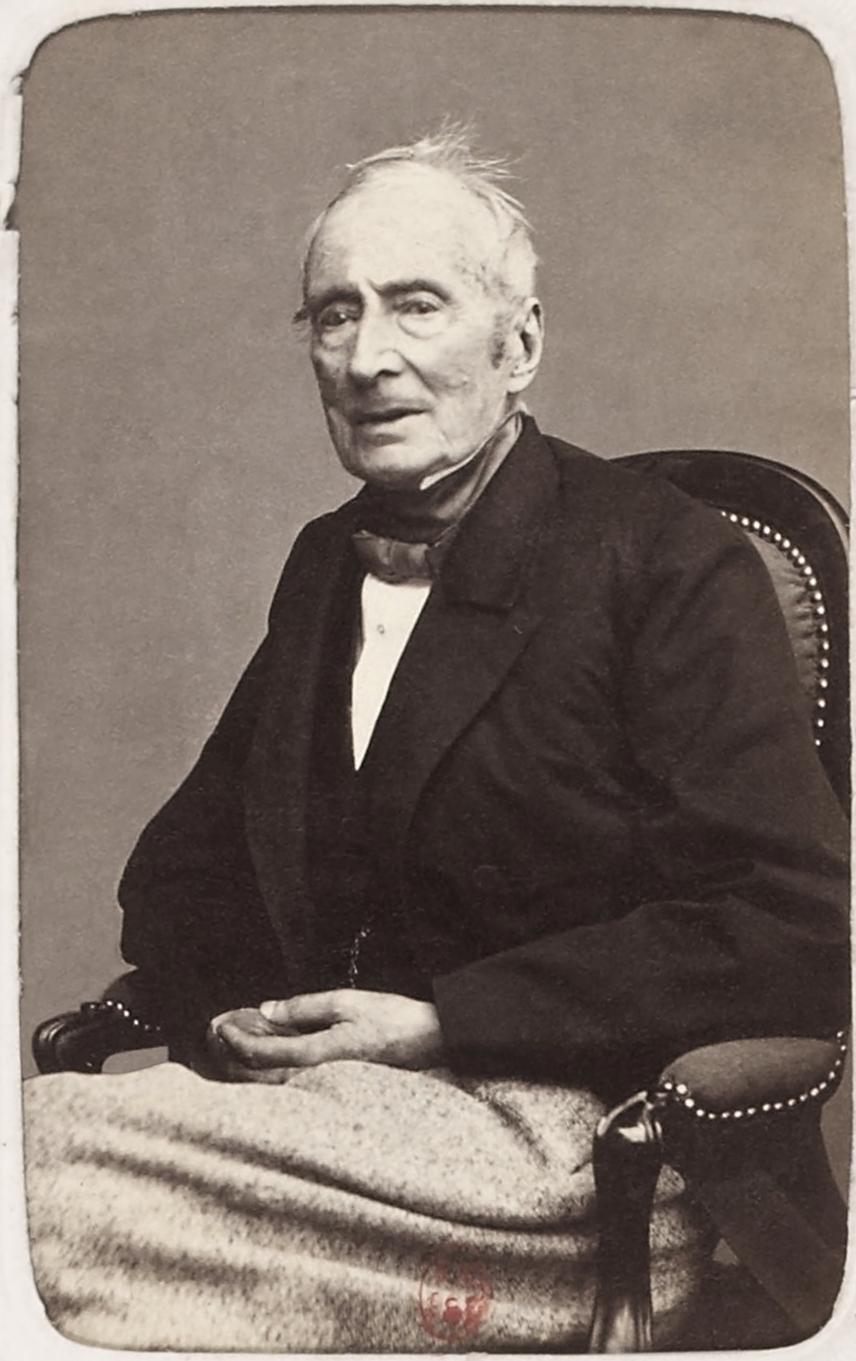
Alphonse de Lamartine, ca. 1865

Alphonse de Lamartine (numele complet Alphonse Marie Louise Prat de Lamartine; n. 21 octombrie 1790, Mâcon, Bourgogne, Franța – d. 28 februarie 1869, Paris, Franța) a fost un poet, scriitor și politician francez. În 1829 a devenit membru al Academiei franceze.
Alături de Victor Hugo și de Alfred de Vigny, a fost unul dintre inițiatorii poeziei romantice franceze.
A scris o poezie a emoțiilor delicate, spiritualizate, remarcabilă prin lirismul melancolic și contemplativ, datorat aspirației nostalgice către timpul trecut, retrăirea elegiacă a iubirii, consonanța dintre natură și starea sufletească a eului liric.

## Opera
- 1820: Meditații poetice ("Méditations poétiques");
- 1823: Noi meditații poetice ("Nouvelles Méditations poétiques");
- 1830: Armonii poetice și religioase ("Harmonies poétiques et religieuses");
- 1835: Amintiri, impresii, gânduri și peisaje în timpul unei călătorii în Orient ("Souvenirs, impressions, pensées et paysages pendant une voyage en Orient");
- 1836: Jocelyn. Episod. Jurnal găsit la un preot de țară ("Jocelyn. Épisode. Journal trouvé chez un curé de village");
- 1838: Căderea unui înger ("La chute d'un ange");
- 1839: Reculegeri poetice ("Recueillements poétiques");
- 1847: Istoria Girondinilor ("Histoire des Girondins");
- 1849: Raphaël, pagini din anul douăzeci ("Raphaël, pages de la vingtième année");
- 1849: Graziella ("Graziella");
- 1854: Istoria Turciei ("Histoire de la Turquie");
- 1856 - 1869: Curs familiar de literatură ("Cours familier de littérature");
- 1857: Via și casa ("La Vigne et la Maison").

## Legături externe
- en  Biografie la Encyclopedia Britannica
- en  Biografie la Catholic Encyclopedia
- fr  Lamartine.com
- fr  Opere la Gallica.fr
- fr  Poezia la Poesies.net

## Vezi și
- Lista membrilor Academiei Franceze